# Sol-Líneas-Aéreas-Flug 5428
Der Sol-Líneas-Aéreas-Flug 5428 (Flugnummer: OSL5428) war ein Inlandslinienflug der argentinischen Regionalfluggesellschaft Sol Líneas Aéreas von Rosario nach Comodoro Rivadavia. Am 18. Mai 2011 verunglückte auf dem Flug eine Saab 340A nach einem Strömungsabriss unter Vereisungsbedingungen. Bei dem Unfall kamen 22 Menschen ums Leben. Mit Stand Mai 2020 handelt es sich um den schwersten Flugunfall einer Saab 340.

## Flugzeug
Bei der betroffenen Maschine handelte es sich um eine Saab 340A aus schwedischer Produktion mit der Werknummer 340A-025. Die Maschine wurde im Jahr 1985 endmontiert und absolvierte, auf den Hersteller mit dem Luftfahrzeugkennzeichen SE-E25 zugelassen, am 25. April 1985 ihren Erstflug. Am 30. Mai 1985 wurde die Maschine mit dem Luftfahrzeugkennzeichen N344CA an die Comair ausgeliefert, am 21. Juni 1985 wurde die Connecticut National Bank als Leasinggeber in den Zulassungspapieren eingetragen. Am 13. Juni 1996 endete der Leasingvertrag, die Maschine wurde an ihren Leasinggeber zurückgegeben, welcher mittlerweile das Unternehmen Mitsui war. Ab Oktober 1996 war die Maschine an die Chicago Express Airlines verleast, ab Dezember 1996 an die Express Airlines I. Bei letzterer Fluggesellschaft wurde die Maschine im Februar 1997 auf das Luftfahrzeugkennzeichen N112PX umgemeldet. Mit der Umbenennung der Fluggesellschaft in Pinnacle Airlines ging die Maschine zum 8. Mai 2002 in die Flotte dieser Fluggesellschaft über. Im Juli 2003 wurde die Maschine an den Leasinggeber zurückgegeben, der inzwischen das Unternehmen Aerocentury war. Ab dem 17. Juli 2003 war die Maschine an die Fina Air aus Puerto Rico verleast, ehe sie wieder zurück zur Aerocentury kam. Ab dem 25. Mai 2006 war die Maschine an die Corporate Express Airlines verleast, ehe sie im März 2007 außer Betrieb genommen und eingelagert wurde. Im Juli 2010 wurde die Maschine an die Sol Líneas Aéreas verkauft und mit dem letzten Luftfahrzeugkennzeichen LV-CEJ zugelassen. Das zweimotorige Mittelstreckenflugzeug war mit zwei Turboproptriebwerken vom Typ General Electric CT7-5A2 ausgerüstet. Bis zum Zeitpunkt des Unfalls hatte die Maschine eine Gesamtbetriebsleistung von 41.422 Betriebsstunden absolviert, auf die 44.477 Starts und Landungen entfielen.

## Passagiere und Besatzung
Den letzten Flugabschnitt nach Comodoro Rivadavia hatten 19 Passagiere angetreten, darunter ein Kind. Es befand sich eine dreiköpfige Besatzung an Bord der Maschine, bestehend aus einem Flugkapitän, einem Ersten Offizier und einer Flugbegleiterin. Der 45-jährige Flugkapitän Juan Raffo verfügte über 6.133 Stunden Flugerfahrung, wovon er 2.187 Stunden mit der Saab 340 geflogen war. Der 37-jährige Erste Offizier Adriano Bolatti verfügte über 1.342 Stunden Flugerfahrung, davon war er 288 Stunden mit der Saab 340 geflogen.

## Flugplan und Flugverlauf

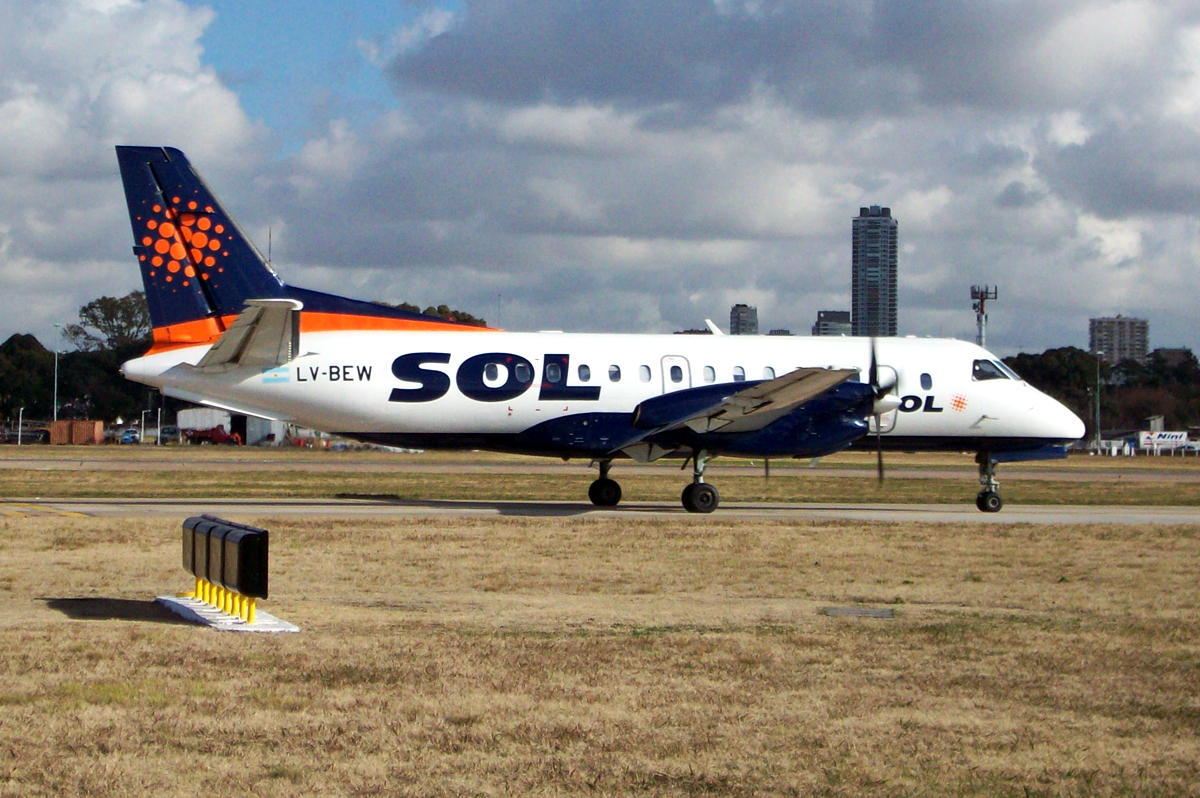
Eine baugleiche Saab 340A der SOL Líneas Aéreas

Der Flug 5428 sollte auf dem Flughafen Rosario starten und zum Flughafen Comodoro Rivadavia führen. Unterwegs waren Zwischenstopps auf dem Flughafen Córdoba, dem Flughafen Mendoza und dem Flughafen Neuquén vorgesehen.
Die Maschine startete um 17:35 Uhr Ortszeit in Rosario. Die ersten drei Flugabschnitte wurden ohne besondere Vorkommnisse geflogen. Um 20:05 Uhr startete die Maschine in Neuquén zum letzten Flugabschnitt nach Comodoro Rivadavia.

## Unfallhergang
Der letzte Flugabschnitt wurde in der Dunkelheit und unter Instrumentenflugbedingungen und in einem Gebiet ohne Ultrakurzwellenempfang geflogen. Im Steigflug auf 19.000 Fuß durchflog die Maschine eine Wetterzone mit starken 
Vereisungsbedingungen. Die Piloten brachen den Steigflug in 17.800 Fuß Höhe ab und beließen die Maschine neun Minuten lang in dieser Flughöhe. Sie leiteten einen Sinkflug auf 14.000 Fuß ein, doch innerhalb der folgenden sieben Minuten verschlimmerten sich die Vereisungsbedingungen erheblich. Kurz darauf verloren die Piloten die Kontrolle über die Maschine. Die Saab stürzte zu Boden und schlug zwischen den Dörfern Los Menucos und Prahuaniyeu in der Provinz Río Negro auf. Augenzeugen sahen eine niedrig fliegende Maschine und hörten kurz darauf eine Explosion und sahen eine schwarze Rauchsäule aufsteigen. Die Feuerwehr erreichte den Absturzort nach drei Stunden und fand keine Überlebenden vor.

## Unfalluntersuchung
Die Junta de Investigaciones de Accidentes de Aviación Civil (JIAAC) übernahm nach dem Absturz die Flugunfalluntersuchung. Sie veröffentlichte im September 2011 einen Zwischenbericht und im März 2015 den Abschlussbericht zu dem Unfall. Die Ermittler der JIAAC stellten fest, dass die Maschine in eine Zone mit derart starken Vereisungsbedingungen eingeflogen war, dass diese die Leistungsfähigkeit der Enteisungsanlage der Maschine überforderten. Es wurde außerdem festgestellt, dass der Besatzung ein Wetterbericht ausgehändigt wurde, der fälschlicherweise nur leichte Vereisungsbedingungen vorhersagte.
Die Ermittler kamen zu dem Schluss, dass der Absturz sich durch einen Strömungsabriss aufgrund einer Tragflächenvereisung ereignet hatte. Der Strömungsabriss sei jedoch vermeidbar gewesen und insbesondere dadurch verursacht worden, dass die Piloten die Fluggeschwindigkeit der Maschine hatten unter die Strömungsabrissgeschwindigkeit absinken lassen. Als sich der stick shaker aktivierte, reagierten die Piloten nicht mit einem Manöver zur Vermeidung eines Strömungsabrisses, weil sie die Vibrationen des Steuerhorns für eine Folge der Vereisung fehlinterpretierten. Die Ermittler bemängelten, dass die Triebwerke zu keinem Zeitpunkt auf vollen Schub eingestellt worden waren. Die Handhabung der Triebwerksleistung und der Fluggeschwindigkeit durch die Besatzung sei damit unzureichend gewesen.